# Robert Lindstedt
Robert Lindstedt, né le 19 mars 1977 à Sundbyberg, est un joueur de tennis suédois, professionnel entre 1998 et 2021.

## Carrière
Robert Lindstedt a effectué un parcours universitaire et a fréquenté Fresno State et Pepperdine. En simple, il n'a jamais dépassé le 300e rang mondial et a atteint une seule finale en Challenger en Tasmanie en 2004.
Il se spécialise dans le jeu de double en 2005. Associé à ses débuts à Jarkko Nieminen, c'est avec ce dernier qu'il remporte à plus de 30 ans son premier tournoi à Bombay en 2007. C'est aux côtés du Roumain Horia Tecău qu'il se fait connaître en remportant 10 titres entre 2010 et 2012 dont le Masters de Cincinnati en 2012. Ils se sont également distingués en atteignant trois fois consécutivement la finale du tournoi de Wimbledon en 2010, 2011 et 2012. Il obtient la consécration en 2014 lorsqu'il remporte l'Open d'Australie avec Łukasz Kubot contre Eric Butorac et Raven Klaasen. Son meilleur classement en double est une 3e place mondiale, qu'il a atteint en 2013 derrière les frères Bob et Mike Bryan.
Il met fin à sa carrière en 2021 après les phases finales de la Coupe Davis. À 44 ans, il était alors le joueur le plus âgé encore actif sur le circuit.

## Palmarès

### Finale en double mixte
| No | Date       | Nom et lieu du tournoi      | Catégorie | Dotation    | Surface      | Vainqueurs              | Partenaire       | Score    |          |
| -- | ---------- | --------------------------- | --------- | ----------- | ------------ | ----------------------- | ---------------- | -------- | -------- |
| 1  | 05-07-2019 | The Championships Wimbledon | G. Chelem | 430 000 £ $ | Gazon (ext.) | Latisha Chan Ivan Dodig | Jeļena Ostapenko | 6-2, 6-3 | Parcours |

## Parcours dans les tournois duGrand Chelem

### En double
| Année | Open d'Australie            | Open d'Australie               | Internationaux de France     | Internationaux de France       | Wimbledon                   | Wimbledon                    | US Open                        | US Open                        |
| ----- | --------------------------- | ------------------------------ | ---------------------------- | ------------------------------ | --------------------------- | ---------------------------- | ------------------------------ | ------------------------------ |
| 2004  | —                           | —                              | —                            | —                              | 2e tour (1/16) S. Huss      | Jiří Novák R. Štěpánek       | 1er tour (1/32) T. Johansson   | Martin Damm Cyril Suk          |
| 2005  | —                           | —                              | 1er tour (1/32) T. Vanhoudt  | M. Knowles D. Nestor           | 2e tour (1/16) A. Peya      | M. Knowles M. Llodra         | 2e tour (1/16) R. Söderling    | Bob Bryan Mike Bryan           |
| 2006  | 2e tour (1/16) J. Nieminen  | J. Hernych I. Karlović         | 1er tour (1/32) J. Nieminen  | J. Björkman Max Mirnyi         | 1er tour (1/32) J. Levinský | P. Petzschner O. Rochus      | 2e tour (1/16) T. Johansson    | Bob Bryan Mike Bryan           |
| 2007  | 1er tour (1/32) Y. Allegro  | Eric Butorac T. Parrott        | —                            | —                              | 2e tour (1/16) J. Nieminen  | Be. Becker Petr Pála         | 2e tour (1/16) J. Nieminen     | J. Björkman Max Mirnyi         |
| 2008  | 2e tour (1/16) J. Nieminen  | M. Gicquel F. Santoro          | 2e tour (1/16) J. Nieminen   | P. Cuevas Luis Horna           | 1/4 de finale K. Anderson   | D. Nestor N. Zimonjić        | 1/4 de finale J. Nieminen      | L. Dlouhý Leander Paes         |
| 2009  | 2e tour (1/16) M. Damm      | Mardy Fish John Isner          | 1er tour (1/32) M. Damm      | C. Kas R. Wassen               | 1/8 de finale M. Damm       | J. Blake Mardy Fish          | 1/8 de finale M. Damm          | W. Moodie D. Norman            |
| 2010  | 1er tour (1/32) J. Knowle   | A. Clément J. Erlich           | 1er tour (1/32) Horia Tecău  | S. González T. Rettenmaier     | Finale Horia Tecău          | J. Melzer P. Petzschner      | 1/8 de finale Horia Tecău      | E. Schwank H. Zeballos         |
| 2011  | 1er tour (1/32) Horia Tecău | C. Ebelthite A. Feeney         | 1/4 de finale Horia Tecău    | Max Mirnyi D. Nestor           | Finale Horia Tecău          | Bob Bryan Mike Bryan         | 1/4 de finale Horia Tecău      | S. Bolelli F. Fognini          |
| 2012  | 1/2 finale Horia Tecău      | Bob Bryan Mike Bryan           | 2e tour (1/16) Horia Tecău   | T. C. Huey D. Inglot           | Finale Horia Tecău          | J. Marray F. Nielsen         | 1/8 de finale Horia Tecău      | J. Knowle F. Polášek           |
| 2013  | 2e tour (1/16) N. Zimonjić  | J. Benneteau É. Roger-Vasselin | 2e tour (1/16) D. Nestor     | J. Dasnières de Veigy F. Serra | 1/4 de finale D. Nestor     | R. Bopanna É. Roger-Vasselin | 2e tour (1/16) R. Harrison     | C. Fleming J. Marray           |
| 2014  | Victoire Łukasz Kubot       | Eric Butorac Raven Klaasen     | 1/4 de finale Łukasz Kubot   | A. Golubev Sam Groth           | 2e tour (1/16) Łukasz Kubot | C. Guccione L. Hewitt        | 2e tour (1/16) J. Melzer       | Eric Butorac Raven Klaasen     |
| 2015  | 2e tour (1/16) M. Matkowski | J. Erlich T. C. Huey           | 2e tour (1/16) J. Melzer     | V. Pospisil Jack Sock          | 2e tour (1/16) J. Melzer    | L. Hewitt T. Kokkinakis      | 1/2 finale D. Inglot           | P.-H. Herbert N. Mahut         |
| 2016  | 1/8 de finale D. Inglot     | Jamie Murray Bruno Soares      | —                            | —                              | 1/8 de finale Sam Groth     | P.-H. Herbert N. Mahut       | 1/4 de finale A.-U.-H. Qureshi | P.-H. Herbert N. Mahut         |
| 2017  | 2e tour (1/16) M. Venus     | Ivan Dodig M. Granollers       | 1/8 de finale Sam Groth      | F. Verdasco N. Zimonjić        | 1/8 de finale Sam Groth     | N. Mektić F. Škugor          | 1/8 de finale J. Thompson      | Jamie Murray Bruno Soares      |
| 2018  | 2e tour (1/16) F. Škugor    | M. Matkowski A.-U.-H. Qureshi  | 1er tour (1/32) M. Matkowski | P.-H. Herbert Nicolas Mahut    | 1/4 de finale Robin Haase   | Dominic Inglot Franko Škugor | 1er tour (1/32) Rajeev Ram     | Dominic Inglot Franko Škugor   |
| 2019  | 1er tour (1/32) M. Ebden    | Steve Johnson Denis Kudla      | 1er tour (1/32) M. Fucsovics | M. Demoliner Divij Sharan      | 2e tour (1/16) Tim Pütz     | H. Kontinen John Peers       | 1er tour (1/32) P. Oswald      | Jozef Kovalík A. Ramos-Viñolas |
| 2020  | 1er tour (1/32) J. Chardy   | Pablo Cuevas Guido Pella       | 2e tour (1/16) J. Thompson   | J. S. Cabal Robert Farah       | Annulé                      | Annulé                       | —                              | —                              |

N.B. : le nom du partenaire se trouve sous le résultat ; le nom des ultimes adversaires se trouve à droite.

### En double mixte
N.B. : le nom de la partenaire se trouve sous le résultat ; le nom des ultimes adversaires se trouve à droite.

## Participation auxMasters

### En double
| Année | Ville              | Surface    | Partenaire   | Résultats | Résultat final    |
| ----- | ------------------ | ---------- | ------------ | --------- | ----------------- |
| 2011  | Londres (O2 Arena) | Dur indoor | Horia Tecău  | 1v, 2d    | Éliminé en poules |
| 2012  | Londres (O2 Arena) | Dur indoor | Horia Tecău  | 1v, 2d    | Éliminé en poules |
| 2014  | Londres (O2 Arena) | Dur indoor | Łukasz Kubot | 3v, 1d    | Demi-finaliste    |

## Classement ATP en fin de saison
| Année          | 1999 | 2000 | 2001 | 2002 | 2003 | 2004 | 2005 | 2006 | 2007 | 2008 | 2009 | 2010 | 2011 | 2012 | 2013 | 2014 | 2015 | 2016 | 2017 | 2018 | 2019 | 2020 |
| Rang en double | 324  | 233  | 374  | 769  | 205  | 96   | 66   | 41   | 39   | 26   | 27   | 21   | 16   | 8    | 19   | 13   | 26   | 39   | 72   | 46   | 71   | 87   |

Source : (en) Classements de Robert Lindstedt sur le site officiel de la Fédération internationale de tennis